# C/1471 Y1
C/1471 Y1 war ein Komet, der in den Jahren 1471 und 1472 mit dem bloßen Auge gesehen werden konnte. Er wird aufgrund seiner außergewöhnlichen Helligkeit zu den „Großen Kometen“ gezählt.

## Entdeckung und Sichtbarkeit
Von diesem Kometen wird in den Aufzeichnungen vieler Kulturen berichtet, es ist der bestdokumentierte Komet seit C/1337 M1, denn allein fünf historische Texte aus Asien und über zwei Dutzend europäische und muslimische Texte berichten Details. Die meisten Berichte stimmen darin überein, dass er zuerst am Morgenhimmel in der zweiten Hälfte des Dezember 1471 gesichtet wurde. Die englischen Chronicles of the White Rose of York von 1483 berichten, dass er „zwei oder drei Stunden vor Sonnenaufgang… vier Tage vor Weihnachten“ zuerst gesehen wurde. Er muss zur Zeit seiner Entdeckung am südsüdöstlichen Himmel bereits ein beeindruckendes Objekt gewesen sein, wie eine polnische Chronik bestätigt. Auch in Russland wurde ein „großer Stern“ mit einem „sehr langen und breiten Strahl“ beobachtet, der „ausgebreitet wie der Schwanz eines großen Vogels“ war. Dieser wie auch ein ägyptischer Text berichten auch, dass der Komet dann ab Januar sowohl am Abendhimmel im Westen als auch am Morgenhimmel im Osten zu sehen war.
In Japan wurde der Komet zuerst am 2. Januar gesehen mit einem 4–5° langen Schweif. Er wurde dort mindestens bis zum 10. Februar beobachtet. In China und Korea wurde der Komet ebenfalls von Anfang Januar bis zum Februar gesehen. Bis zum 20. Januar soll der Schweif eine Länge von 30° erreicht haben.
In Italien wurde bereits Mitte Januar ein Schweif von 36° Länge und 4° Breite beobachtet, der Kopf des Kometen sei „fast so groß wie der Mond“ gewesen. Zu dieser Zeit wurde der Komet auch vom deutschen Mathematiker Regiomontanus beobachtet, der die Winkelausdehnung von Schweiflänge und Coma schätzte.
Die Chinesen, die die Erscheinung am 15. Januar als Komet erkannten, berichten, dass er sich „über den Himmel erstreckte“ und um den 22. Januar „sogar am Mittag“ erschien. Um diese Zeit muss der Komet sehr nahe an der Erde vorbeigegangen sein und zog sehr rasch in nur etwa 15° Abstand am Himmelsnordpol vorüber. Mit dieser Helligkeit muss der Komet in der Nacht ein grandioses Spektakel gewesen sein.
Nach seinem Vorbeigang an der Erde verblasste der Komet wieder und wanderte im Laufe des Februars sehr langsam wieder nach Süden. Mitte des Monats endeten die Beobachtungen, die Koreaner sahen ihn am Abend des 21. Februar zum letzten Mal, bevor der Komet durch seinen sonnennächsten Punkt ging. Er entfernte sich anschließend von der Erde aus gesehen etwa in Richtung zur Sonne und konnte daher nicht wieder beobachtet werden.
Der Komet erreichte am 23. Januar eine Helligkeit von −3 mag.

## Aberglaube
Wie zu dieser Zeit üblich, wurde der Komet nachträglich mit einer Vielzahl von Katastrophen in Verbindung gebracht, die durch sein Erscheinen angekündigt worden sein sollen: Seuchen und eine Dürre im folgenden Sommer, eine Brandstiftung in Erfurt, der der größte Teil der Stadt zum Opfer fiel, Kriege an vielen Orten.

## Wissenschaftliche Auswertung
Regiomontanus versuchte, die Distanz und Ausdehnung des Kometen aus seiner geschätzten Parallaxe zu bestimmen. Da er noch der vorherrschenden aristotelischen Meinung anhing, dass Kometen Erscheinungen der Erdatmosphäre seien, waren seine errechneten Werte um Größenordnungen zu klein. Dennoch ist seine Abhandlung De cometae magnitudine, longitudineque, ac de loco eius vero problemata XVI von 1531 die erste wissenschaftliche Beschreibung eines Kometen in Europa.

## Umlaufbahn
Für den Kometen konnte aus drei Beobachtungen über zwölf Tage durch G. Celoria im Jahr 1921 nur eine unsichere parabolische Umlaufbahn bestimmt werden, die um rund 171° gegen die Ekliptik geneigt ist. Er läuft damit fast in der gleichen Ebene, allerdings gegenläufig (retrograd) zu den Planeten durch seine Bahn. Im sonnennächsten Punkt der Bahn (Perihel), den der Komet um den 1. März 1472 durchlaufen hat, befand er sich mit etwa 73 Mio. km Sonnenabstand zwischen den Umlaufbahnen des Merkur und der Venus. 
Wenn die Bahn eines Kometen nur eine geringe Neigung zur Ekliptik besitzt, wie bei diesem, sind mehrere nahe Begegnungen mit den Planeten zu erwarten, die die Bahn des Kometen beeinflussen können. Der Komet näherte sich nicht nur einigen der kleinen Planeten bis auf geringe Abstände, sondern es erfolgten auch zahlreiche Annäherungen an die großen Planeten, einige davon sogar außergewöhnlich nahe:
| Datum            | Planet  | Min. Abstand (in AE) |
| ---------------- | ------- | -------------------- |
| Oktober 1460     | Neptun  | 4,9                  |
| August 1467      | Uranus  | 5,4                  |
| März 1471        | Jupiter | 0,87                 |
| 22. Januar 1472  | Erde    | 0,069                |
| 24. Januar 1472  | Venus   | 0,28                 |
| 25. Januar 1472  | Mars    | 0,76                 |
| 25. Februar 1472 | Merkur  | 0,21                 |
| 2. Juni 1472     | Erde    | 1,00                 |
| Juni 1473        | Jupiter | 1,4                  |
| September 1478   | Uranus  | 2,2                  |
| April 1482       | Neptun  | 7,3                  |

In Anbetracht der relativ unsicheren Bahnparameter sind alle angegebenen Kalenderdaten und Distanzen nur als ungefähre Werte zu betrachten. Mit seiner Annäherung an die Erde um den 22. Januar 1472 bis auf etwa 10,3 Mio. km (0,069 AE) gehört er zu den 15 der Erde in historischer Zeit am nächsten gekommenen Kometen. Diese große Erdnähe war auch der Grund für seine beobachtete Helligkeit und schnelle Bewegung über den Himmel, die zu dieser Zeit etwa 1 °/h betrug.
Die Bahnexzentrizität des Kometen wurde durch die Vorbeigänge an den großen Planeten, insbesondere am Jupiter, um etwa 0,001 verringert. Aufgrund der unsicheren Ausgangsdaten kann aber keine Aussage darüber getroffen werden, ob die Bahn jetzt definitiv elliptisch ist, und ob und gegebenenfalls wann der Komet in das innere Sonnensystem zurückkehren könnte. Falls der Komet sich ursprünglich auf einer nahezu parabolischen Bahn bewegte, könnte seine Umlaufzeit jetzt aber weniger als 11.000 Jahre betragen.